# John Ortiz
John Ortiz (sinh ngày 23 tháng 5 năm 1968) là một diễn viên và giám đốc nghệ thuật người Mỹ, đồng sáng lập của Công ty Theater LAByrinth.

## Tiểu sử
Sinh ra và lớn lên trong khu phố Bushwick ở Brooklyn, New York, ông là người gốc Puerto Rican. Ortiz cư trú tại quận với vợ Jennifer và con trai Clemente cho đến năm 2010. Lúc đó họ chuyển đến California, nơi họ đang sống.

## Sự nghiệp
Năm 1993, John thực hiện bộ phim đầu tay của mình là anh em họ của Al Pacino Guajiro trong Carlito's Way. Ông tiếp tục xuất hiện trong hơn 30 bộ phim bao gồm El Cantante, Take the Lead, Before Night Falls, Amistad, Ransom, và Narc.. Những bộ phim gần đây của ông bao gồm những vai diễn trong American Gangster của Ridley Scott như đối tác của Russell Crowe, Javy Rivera, và phó giám đốc của Michael Mann ở Miami, Jose Yero.
Trong số các vai diễn trên truyền hình của Ortiz, ông đã đóng vai chính trong bộ phim Hope Against Hope của đạo diễn J.Joham Abrams cho bộ phim HBO, một bộ phim thường niên của Denis Leary, The Job và Clubhouse của CBS cũng như bộ phim truyền hình của đài NBC Blue Blood, do Brett Ratner đạo diễn.
Năm 1992, Ortiz đã thành lập cơ sở của Nhà xuất bản Latino với 13 diễn viên Latino khác để tạo ra một nơi để làm việc và có cơ hội để trở thành một nhóm nhạc đan chặt chẽ. Ngày nay, nhóm nhạc được biết đến với cái tên LAByrinth Theatre Company: một ban nhạc đoạt giải thưởng của hơn 100 nghệ sĩ từ nhiều nền văn hóa và kỷ luật sáng tạo.
Với LAByrinth, ông mới đây đã đóng vai Clyde trong buổi ra mắt Jack Goes Boating của Bob Glaudini (Drama Desk). Năm 2006, ông xuất hiện như Che Guevara trong buổi ra mắt thế giới của trường phái Mỹ bởi Jose Rivera, một hợp tác giữa LAByrinth Theatre Company và The Public Theatre. Các tác phẩm khác giữa LAByrinth và công cộng bao gồm vai trò của Chúa Jêsus trong buổi chiếu ra mắt thế giới của Ngày cuối cùng của Judas Iscariot của Stephen Adly Guirgis và José Solo ở Guinea Pig Solo của Brett C. Leonard. Những tác phẩm khác của Nhà hát LAByrinth bao gồm Jesus Hopped A Train của Stephen Adly Guirgis ở London và New York (Bộ phim đề cử, giải Drama League Award) và Where's My Money? Được viết và đạo diễn bởi John Patrick Shanley.
Năm 2003, Ortiz đã xuất hiện ở Broadway trong bộ phim đoạt giải Pulitzer Prize của Nilo Cruz trong bộ phim Anna in the Tropics. Ông tham gia diễn xuất trong ba vở kịch ra mắt thế giới của José Rivera: Sự ngưỡng mộ của Người phụ nữ lớn tuổi tại La Jolla Playhouse, Sueño tại Nhà hát MCC và Đường phố của Mặt Trời tại Diễn đàn Mark Taper. Ông cũng tham gia vào hai buổi chiếu ra mắt của Rivera ở New York: Tham khảo Salvador Dalí Làm nóng tôi tại Nhà hát Công cộng (OBIE Award) và Cloud Tectonics tại Playwrights Horizons. Ortiz cũng xuất hiện trong The Skin of Teeth của chúng tôi và De Donde tại Nhà hát Công cộng; Các tour du lịch thế giới của Merchant of Venice và The Persians do Peter Sellars chỉ đạo; Nhà bị bắt tại Sân khấu Đấu trường; Và tour du lịch quốc gia của một ít đàn ông tốt; Lễ Hiện Xuống tại Nhà hát Yale.

### Các dự án gần đây
Ông tham gia trong các bộ phim Aliens vs. Predator: Requiem, Pride and Glory, Public Enemies và Fast & Furious, và Jack Goes Boating, đạo diễn bởi Philip Seymour Hoffman, vào tháng 1 năm 2009. Trong mùa hè năm 2009, ông sẽ đóng vai chính trên sân khấu Othello Tại Liên hoan Vienna. Bắt đầu vào tháng 12 năm 2012, ông xuất hiện trong vai Stephen Adly Guirgis trong The Motherfucker with the Hat tại Steppenwolf Theatre Company.
 của Chicago. Ông cũng đóng vai chính trong Silver Linings Playbook.

## Danh sách phim
| Năm       | Phim                              | Vai                              | Ghi chú |
| --------- | --------------------------------- | -------------------------------- | --- |
| 1992–2008 | Law & Order                       | Roberto Martinez / Victor Vargas | TV series: 2 episodes |
| 1993      | Carlito's Way                     | Guajiro                          | |
| 1993      | Italian Movie                     | Cesar                            | |
| 1995      | Lotto Land                        | Coco                             | |
| 1996      | Ransom                            | Roberto                          | |
| 1996      | Sgt. Bilko                        | Spc. Luis Clemente               | |
| 1996      | Lush Life                         | Nelson 'Margarita' Marquez       | TV series: 7 episodes |
| 1997      | Touched by an Angel               | Nicky                            | TV series: 2 episodes |
| 1997      | Riot                              | Ciaco                            | TV movie |
| 1997      | Amistad                           | Montes                           | |
| 1998      | Side Streets                      | Ramon Yanes                      | |
| 1999      | The Last Marshal                  | Enrico                           | |
| 2000      | The Opportunists                  | Ismael Espinoza                  | |
| 2000      | Before Night Falls                | Juann Abreu                      | |
| 2001–2002 | The Job                           | Ruben Somarriba                  | TV series: 19 episodes |
| 2001      | 3 A.M.                            | Hector                           | |
| 2002      | Narc                              | Octavio Ruiz                     | |
| 2003      | The Handler                       | DEA Agent                        | TV series: 1 episode |
| 2004      | Law & Order: Special Victims Unit | Officer Zermeño                  | TV series: 1 episode |
| 2004–2005 | Clubhouse                         | Carlos Tavares                   | TV series: 10 episodes |
| 2006      | El Cantante                       | Willie Colón                     | |
| 2006      | Take the Lead                     | Mr. Temple                       | |
| 2006      | Miami Vice                        | Jose Yero                        | |
| 2006      | The Deep and Dreamless Sleep      | Mervin                           | |
| 2007      | Aliens vs. Predator: Requiem      | Sheriff Eddie Morales            | |
| 2007      | American Gangster                 | Javier J. Rivera                 | Nominated—Screen Actors Guild Award for Outstanding Performance by a Cast in a Motion Picture                                                           |
| 2008      | Pride and Glory                   | Ruben Santiago                   | |
| 2008      | Blue Blood                        | Hector                           | TV movie |
| 2009      | Public Enemies                    | Phil D'Andrea                    | |
| 2009      | Fast & Furious                    | Ramon Campos/Arturo Braga        | |
| 2009      | Anatomy of Hope                   | Tom Hernandez                    | TV movie |
| 2009      | Medium                            | Agent Daniel Muñoz               | TV series: 1 episode |
| 2010      | Jack Goes Boating                 | Clyde                            | Also executive producer Nominated—Gotham Independent Film Award for Best Breakthrough Actor Nominated—Independent Spirit Award for Best Supporting Male |
| 2011–2012 | Luck                              | Turo Escalante                   | TV series: 9 episodes |
| 2012      | Silver Linings Playbook           | Ronnie                           | |
| 2013      | Fast & Furious 6                  | Arturo Braga                     | |
| 2014      | César Chávez                      | Eli Ordonez                      | |
| 2014      | The Drop                          | Detective Torres                 | |
| 2015      | Blackhat                          | Henry Pollack                    | |
| 2015      | Togetherness                      | David                            | TV series: 4 episodes |
| 2015      | Steve Jobs                        | Joel Pforzheimer                 | |
| 2016      | The Finest Hours                  | Seaman Wallace Quirey            | |
| 2017      | A Dog's Purpose                   | Carlos                           | |
| 2017      | Kong: Đảo Đầu lâu                 | Victor Nieves                    | |
| 2017      | Going in Style                    | Jesus                            | Completed |
| 2017      | God Particle                      |                                  | Post-production |
| TBA       | Replicas                          | Jones                            | |